# 野溝 (松本市)
野溝（のみぞ）は長野県松本市の市街地の南の地区で、野溝木工、野溝西、野溝東、市場などの4つの住居表示実施地区が含まれる。以前は工業地帯だったが、現在はマンションが増え始めている。

## 歴史
現在の野溝にあたる野溝村は計画的に開墾された村で、明治7年に合併により信楽村の一部となったが22年に分村し野溝村が復活した。その後合併により芳川村になった。昭和40年代に松本市総合団地（木工団地、市場からなる）ができ中南信地区の流通の拠点となった。その後1989年に市場が笹賀へ移転し、木工関係の工場も徐々に減っていき商店やマンションが建った。

## 野溝木工
野溝木工（のみぞもっこう）は松本市の町名。現行行政地名は野溝木工1丁目及び野溝木工2丁目。住居表示実施済み。

### 概要
松本木工団地の北半分、松筑職業訓練校がある。国道19号沿いや中央を走る市道沿いには郊外型専門店やマンションが立ち並ぶ。その他は工場や住宅が多い。

### 歴史
- 1979年（昭和54年）7月1日 - 住居表示実施[4]。

### 世帯数と人口
2018年（平成30年）10月1日現在の世帯数と人口は以下の通りである。
| 丁目          | 世帯数  | 人口    |
| ------------- | ------- | ------- |
| 野溝木工1丁目 | 494世帯 | 1,064人 |
| 野溝木工2丁目 | 322世帯 | 632人   |
| 計            | 816世帯 | 1,696人 |

## 野溝西
野溝西（のみぞにし）は松本市の町名。現行行政地名は野溝西1丁目から野溝西3丁目。住居表示実施済み。

### 概要
空港通り（県道松本空港線）沿いには石芝商店街がある。住宅が中心の地区。

### 歴史
- 1979年（昭和54年）7月1日 - 1丁目で住居表示実施。
- 2009年（平成21年）2月27日 - 2〜3丁目で住居表示実施[4]。

### 世帯数と人口
2018年（平成30年）10月1日現在の世帯数と人口は以下の通りである。
| 丁目        | 世帯数    | 人口    |
| ----------- | --------- | ------- |
| 野溝西1丁目 | 393世帯   | 799人   |
| 野溝西2丁目 | 588世帯   | 1,289人 |
| 野溝西3丁目 | 106世帯   | 258人   |
| 計          | 1,087世帯 | 2,346人 |

## 市場
市場（いちば）は松本市の町名。丁番を持たない単独町名である。住居表示実施済み。は住居表示実施地区。1979年に設定。

### 概要
かつて松本市公設地方卸売市場があった。現在は流通関係の施設、市場関係の人を対象としていた商店が多い。芳川平田から分離して成立したが野溝地区に含まれる。

### 歴史
- 1979年（昭和54年）7月1日 - 1丁目で住居表示実施[4]。

### 世帯数と人口
2018年（平成30年）10月1日現在の世帯数と人口は以下の通りである。
| 町丁 | 世帯数 | 人口  |
| ---- | ------ | ----- |
| 市場 | 48世帯 | 114人 |

## 野溝東
野溝東（のみぞひがし）は松本市の町名。現行行政地名は野溝東1丁目及び野溝東2丁目。住居表示実施済み。は住居表示実施地区、1丁目と2丁目がある。2008年に設定。

### 概要
芳川出張所、松本木工団地の南半分がある。

### 歴史
- 2008年（平成20年）10月31日 - 1〜2丁目で住居表示実施[4]。

### 世帯数と人口
2018年（平成30年）10月1日現在の世帯数と人口は以下の通りである。
| 丁目        | 世帯数  | 人口  |
| ----------- | ------- | ----- |
| 野溝東1丁目 | 348世帯 | 747人 |
| 野溝東2丁目 | 35世帯  | 90人  |
| 計          | 383世帯 | 837人 |

## 交通アクセス
- アルピコ交通バス朝日線・水代線…野溝口バス停下車